# Anna Roig i L'ombre de ton chien
Anna Roig i L'ombre de ton chien är en katalansk (spansk) musikgrupp bildad 2005. Gruppen består av låtskrivaren och sångerskan Anna Roig samt fyra musiker – "L'ombre de ton chien". Sångerna kännetecknas av en flitig växling mellan text på katalanska och franska, och musiken kombinerar chanson, popmusik och teater.
Sedan 2015 har gruppen varit inaktiv, medan Anna Roig själv synts i andra musikaliska sammanhang. Våren 2023 återkom hon med ett soloalbum.

## Biografi

### Bakgrund
Gruppen bildades sommaren 2005 i Penedès väster om Barcelona. Gruppnamnet ('Anna Roig och skuggan av din hund') är inspirerat av slutmeningen i Jacques Brels sång "Ne me quitte pas".
Anna Roig i L'ombre de ton chien är resultatet av två olika projekt som förenats. Det ena är Anna Roig Castellví, sångerska och låtskriverska, det andra musikgruppen L'ombre de ton chien. Båda intresserade sig för fransk musik, och modern till Anna Roig är fransyska. De gjorde gemensam sak med målet att fortsätta utforska det katalanska och franska (musikaliska) landskapet, bland annat via olika versioner av kända franska teman.
Snart bestämde de sig dock för att börja på ny kula, med produktionen av ett album bestående av egenskrivna sånger. Anna Roig skrev sångerna, medan "hundarna" (les chiens) gjorde arrangemangen. Musiken karakteriserades av en kombination av musik och teater.

### Tre studioalbum
Det egenbetitlade debutalbumet gavs ut i maj 2009. Den var inspirerad av franska chanson, med inslag av pop och jazz. Anna Roig ville i sångerna presentera små vardagsberättelser med en något surrealistisk ton. "Vi vill nå fram till publiken på alla möjliga vägar".
Av albumets tio sånger är fyra med text på franska, fem på katalanska och en på en kombination av de båda språken.
Gruppens andra album Bigoti vermell ('röd mustasch') kom 2011. På albumet ville Anna Roig ta sig an saker som retade henne, som om de vore lika enkla att fixa till som att teckna en röd mustasch på ett fotografi. Tre av albumets sånger är med text på franska, sju på katalanska och en med text på båda språken. Den första singeln från albumet blev titellåten, "Bigoti vermell". Färgen på mustaschen som Anna Roig vill teckna kan jämföras med hennes eget efternamn (katalanska för [varm]röd).

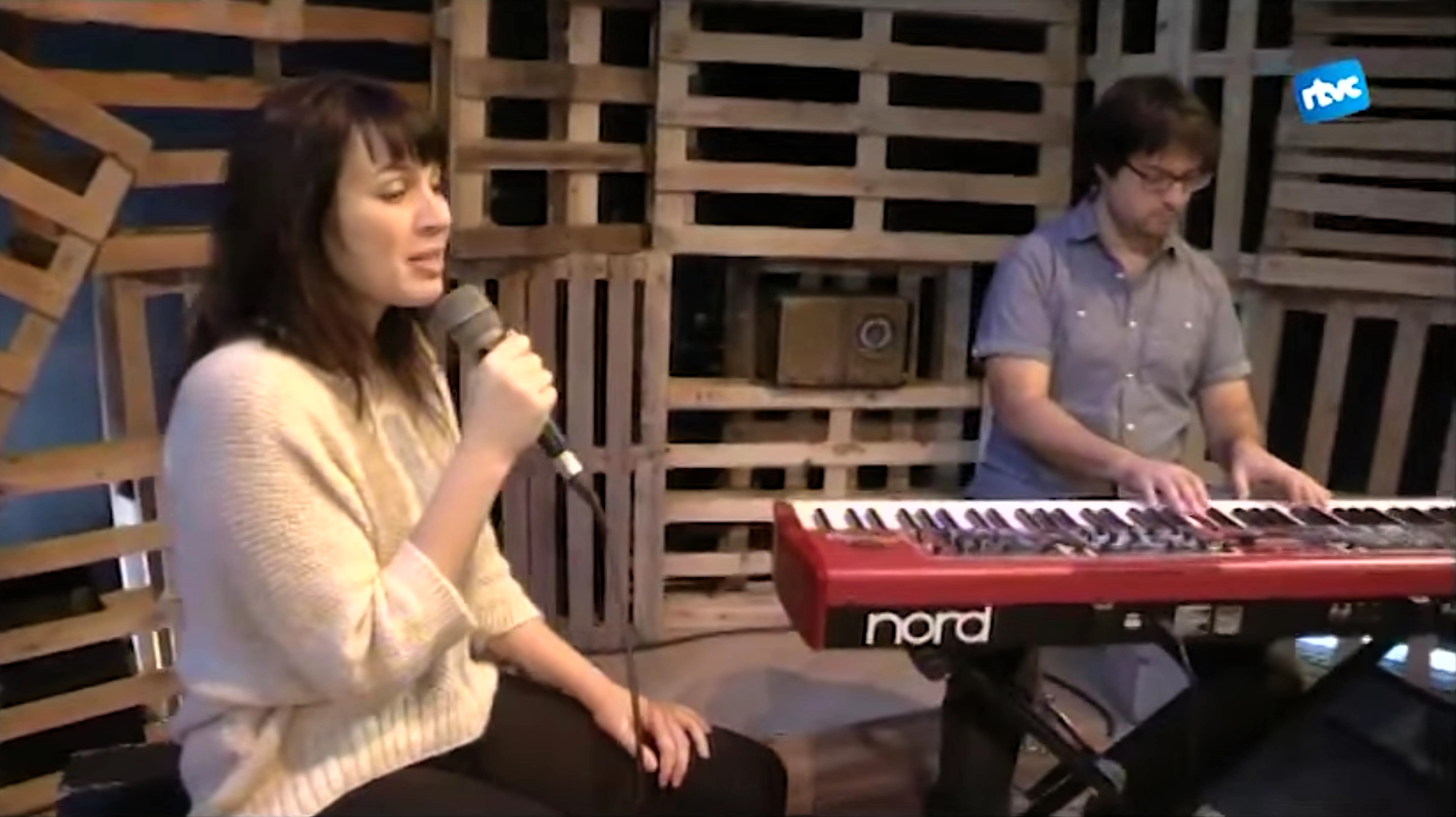
Anna Roig och Carles Sanz, under framförande av låten "Gare de Metz" hos Ràdio Televisió Cardedeu hösten 2014.

Det tredje albumet Un pas i neu i un pas ('ett steg och snö och ett steg') gavs ut 2014. Albumet innehåller bland annat "Qué bé ser aquí" ('så härligt att vara här'), som hon presenterade i katalanska TV3:s morgonprogram Els matins. Albumtiteln återfinns som en textrad på albumets inledningslåt "Gare de Metz". Av de elva låtarna på albumet är sju på katalanska och fyra på franska.

### Senare år
2015 släpptes EP:n Disc 10è aniversari. Den innehåller fyra låtar med text på franska. De fyra låtarna (se låtlista nedan) var coverversioner av låtar kända med Édith Piaf, Juliette Gréco, France Gall och Françoise Hardy. Under året genomfördes också konsertturnén "Un pas i 10 i un pas", en ordlek refererande till det senaste studioalbumet (10 uttalas déu på katalanska).
Gruppen har därefter i stort sett varit inaktiv. Anna Roig har själv fortsatt sitt deltagande som krönikör i musiktidningen Enderrock. 2019 presenterade hon och musikerkollegan Àlex Cassanyes scenprojektet La tendresse, Hommage aux belles chansons. Det franskbetitlade projektet presenterar musik på franska, ackompanjerat av den nya ensemblen Àlex Cassanyes Big Band Project. Musikkompositionerna är bland annat av Jacques Brel, Claude Nougaro, Serge Gainsbourg och Barbara.
I mars 2023 kom Roig med ett soloalbum, nio år efter det sista albumet med hennes grupp. Album, betitlat Aportar bellesa al món ('Tilföra skönhet till världen'), är en personlig och reflekterande låtsamling med sång i Roigs etablerade stil. På albumet medverkar Sanz och Parera från den tidigare gruppen.
Sedan 2017 sköter Ricard Parera trummorna hos nybildade indiepopgruppen Intana.

## Verk

### Diskografi (gruppen)
I albumlistningen nedan betyder F text på franska, K text på katalanska och KF mest på katalanska (och lite på franska).
- 2009 (maj) – Anna Roig i L'ombre de ton chien ('Anna Roig och Skuggan av din hund'), Satélite K

1. "Mon monde" (F, 'min värld')
2. "Je t'aime" (KF, 'jag älskar dig')
3. "Dolces nits de somnis curts" (K, 'korta drömmars ljuva nätter')
4. "Punt de creu" (K, 'korsstygn')
5. "Encore un marin" (F, 'ännu en sjöman')
6. "Trini Sánchez Mata" (K, 'Trini Sánchez Mata'; jfr. Trini Sánchez mata, 'Trini Sánchez dödar')
7. "Quel agréable réveil" (F, 'ett sånt angenämt uppvaknande')
8. "Robert et Viviane" (F, 'Robert och Viviane')
9. "Corro soto la pluja" (K, 'jag springer i regnet')
10. "Capseta de records" (K, 'skivfodral')

- 2011 (maj) – Bigoti vermell ('röd mustasch'), Satélite K

1. "Bigoti vermell" (K)
2. "La senyora tímida" (K, 'den blyga damen')
3. "Lladre de cors, lladre de versos" (K, 'hjärter tjuv, versers tjuv')
4. "Petons entre camions" (K, 'kyssar mellan lastbilar')
5. "Vendeuse de rires" (F, 'skrattförsäljerskan')
6. "Corre, salta, brinca, vola" ('spring, hoppa, spritt, flyg')
7. "Chanson d'amour" (F, 'kärlekssång')
8. "Le portrait de n'importe qui" (F, 'porträttet av vem som helst')
9. "La Vedette del teu cap" (KF, 'stjärnan på ditt huvud')
10. "Caputxeta Roig" (K, 'Roigluvan'[a])
11. "L'últim petó" (K, 'den sista kyssen')

- 2014 (september) – Un pas i neu i un pas ('ett steg och snö och ett steg'), Satélite K

1. "Gare de Metz" (K, 'Metz-stationen')
2. "Ja mai més" (K, 'nej, aldrig mer')
3. "Que bé ser aquí" (K, 'så härligt att vara här')
4. "Com el mar" (F, 'som havet')
5. "Je rêve de toi" (F, 'jag drömmer om dig')
6. "Tocar futa i menjar ferro" (K, 'röra vid trä och äta järn')
7. "Em creuràs" (K, 'du kommer att tro mig')
8. "Trois fois rien" (F, 'tre gånger noll')
9. "Així és la vida" (K, 'så här är livet')
10. "Jo voldria saber si els ocells" (K, 'jag vill veta om fåglarna')
11. "Février" (F, 'februari')

- 2015 – Disc 10è aniversari ('10-årsjubileumsskiva')

1. "Johnny, tu n'es pas un ange" (F, 'Johnny, du är ingen ängel'), cover av Édith Piaf-låt
2. "Je hais les dimanches" (F, 'jag hatar söndagar'), cover av Juliette Gréco-låt
3. "Poupeé de cire, poupeé de son" (F, 'vaxdocka, ljuddocka'), cover av France Gall-låt
4. "Comment te dire adieu?" (F, 'hur säger jag adjö till dig?'), cover av Françoise Hardy-låt

### Solokarriär
- 2023 (mars) – Aportar bellesa al món ('Tillföra skönhet till världen'), Satélite K

## Utmärkelser
- Premi Enderrock Grup Revelació 2009 segons la crítica ('2009 års genombrott för grupper, kritikerpriset')[16]
- Premi Enderrock al millor videoclip del 2009 ('2009 års bästa musikvideo') för "Je t'aime"
- Premi Cerverí a la millor lletra de cançó 2009 ('2009 års bästa låttext') för "Corro sota la pluja"[16]
- Premi Carles Sabater 2009 för låten "Corro sota la pluja"[16]
- Premi ARC 2011 för bästa låtskrivande[17]
- Premi Enderrock 2012 al millor disc de cançó d'autor per votació popular ('publikpriset för bästa "låtskrivaralbum"')[18]
- Premi Enderrock 2012 al millor directe per votació popular ('publikpriset för bästa konsert')[18]